# Кортенуова ди Сопра (Бергамо)
Кортенуова ди Сопра је насеље у Италији у округу Бергамо, региону Ломбардија.
Према процени из 2011. у насељу је живело 511 становника. Насеље се налази на надморској висини од 136 м.